# 서턴 유나이티드 FC
서턴 유나이티드 FC(Sutton United F.C.)는 잉글랜드 서턴을 연고지로 하고 있는 축구팀이다. 현재 잉글랜드 5부 리그인 내셔널리그에 소속되어 있다.
2016-17 시즌 FA컵에서 아스널에게 2-0으로 지기 전까지 첼트넘, 윔블던, 리즈 유나이티드를 꺾으며 16강에 진출하는 파란을 보여주었다.

## 선수 명단

### 현역
참고: FIFA 자격 규정에 따라 소속된 국가대표팀 국기를 표시합니다. 선수는 복수의 FIFA 비회원국 국적을 가지고 있을 수 있습니다.
| 번호 | 포지션 | 국적       | 이름          |
| ---- | ------ | ---------- | ------------- |
| 12   | DF     | 기니비사우 | 에두이노 바즈 |

| 번호 | 포지션 | 국적   | 이름          |
| ---- | ------ | ------ | ------------- |
| 21   | DF     | 웨일스 | 제이 윌리엄스 |